# Baruch Blumberg
Baruch Samuel Blumberg (Nova Iorque, 28 de julho de 1925 – 5 de abril de 2011) foi um microbiologista estadunidense.

## Biografia
Blumberg estudou na Far Rockaway High School no início dos anos de 1940, uma escola onde também passaram outros laureados: Burton Richter e Richard Feynman. Depois foi para a Union College em Schenectady, Nova Iorque, onde obteve o diploma em 1945. Passou a estudar matemática na universidade de Columbia mas seguiu medicina e entrou no Columbia's College of Physicians and Surgeons, onde recebeu o doutoramento em 1951.
Recebeu o Nobel de Fisiologia ou Medicina de 1976, pelo seu contributo para a identificação do vírus da hepatite B e posterior descoberta da vacina da doença.
Foi o primeiro diretor do Instituto de Astrobiologia da NASA, cargo que ocupou durante três anos, entre 1999 e 2002.
O investigador morreu, aparentemente devido a um enfarte, numa conferência da agência espacial norte-americana, na Califórnia[carece de fontes?], a 5 de abril de 2011.